# Eydhafushi
Eydhafushi es una de las islas habitadas del Atolón Baa pertenecientes a las Islas Maldivas en el Océano Índico. Eydhafushi constituye además la capital del atolón de Baa.
Eydhafushi cuenta (para marzo de 2007) con 1.339 hombres y 1.472 mujeres. Posee una superficie de 22,2 hectáreas con 750 metros de largo por 400 metros de ancho.